# Michal Šimečka
Michal Šimečka (Bratislava, 10 maggio 1984) è un giornalista, politologo e politico slovacco, Quarto Vicepresidente del Consiglio Nazionale della Repubblica Slovacca dal 25 ottobre 2023 al 17 settembre 2024, europarlamentare dal 2019 al 2023. È presidente e membro fondatore del partito nazionale Slovacchia Progressista. Nel febbraio 2020 è stato eletto vicepresidente del gruppo parlamentare europeo Renew Europe fino al 2021.
Dal gennaio 2022 all’ottobre 2023 è stato vicepresidente del Parlamento europeo.

## Biografia

### Formazione ed educazione
Michal Šimečka ha conseguito una laurea in scienze politiche e relazioni internazionali presso l'Università Carlo di Praga nel 2006. Ha poi conseguito un dottorato di ricerca in Studi russi e dell'Europa orientale presso il St Antony's College dell'Università di Oxford nel 2008, prima di trasferirsi al Nuffield College, dove ha conseguito un dottorato di ricerca in politica e relazioni Internazionali nel 2012.

### Carriera accademica
Dopo gli studi, Šimečka ha lavorato come docente a Praga e Bratislava. È stato consigliere per la politica estera al Parlamento europeo dal 2011 al 2014. Šimečka ha anche lavorato presso il Centro di studi politici europei di Bruxelles dal 2013, prima di trasferirsi all'Institute of International Relations Prague come ricercatore nel 2015. Come giornalista, Šimečka ha scritto per il quotidiano slovacco SME dal 2002 al 2004, poi per il Financial Times dal 2004 al 2006.

### Carriera politica
Al parlamento europeo, Šimečka fa parte della Commissione per le libertà civili, la giustizia e gli affari interni. Oltre ai suoi incarichi in commissione, fa parte delle delegazioni del parlamento presso il Comitato di associazione parlamentare UE-Ucraina e presso l'Assemblea parlamentare Euronest. È anche membro dell'Intergruppo del Parlamento europeo sui diritti LGBT.
Dal 2020 al 2021, Šimečka è stato vicepresidente del gruppo parlamentare Renew Europe, sotto la guida del presidente Dacian Cioloș.

#### Attività da europarlamentare
Nel novembre 2019 Šimečka è stato eletto relatore sull'istituzione di un meccanismo dell'UE in materia di democrazia, Stato di diritto e diritti fondamentali. Nell'ottobre 2020 ha presentato la sua proposta per un meccanismo che combina diversi strumenti per monitorare il rispetto dello Stato di diritto e dei valori europei, che ha ricevuto il sostegno della maggioranza al Parlamento europeo. Šimečka ha affermato che l'UE dovrebbe fare di più per affrontare l'abuso dei suoi finanziamenti.

### Vita privata
Šimečka è figlio del giornalista Martin Milan Šimečka e nipote del filosofo, scrittore e dissidente Milan Šimečka. Vive a Bratislava con la sua compagna Soňa e la loro figlia Táňa.